# Las momias de Guanajuato (telenovela)
Las momias de Guanajuato es una telenovela mexicana que se transmitió por el Canal 2 de Telesistema Mexicano (hoy Televisa) en 1962, con 120 episodios con duración de 30 minutos. Producida, dirigida y protagonizada por Ernesto Alonso. La temática eran "Las momias del panteón de Guanajuato" en México. Contaba con diferentes historias cada capítulo.

## Argumento
Los hechos se desarrollaban en la época colonial. Con una historia diferente de amor, horror, drama, entre otras temáticas, cada capítulo.

## Elenco
- Ernesto Alonso
- Amparo Rivelles - Julia Mancera
- Carmen Montejo
- Columba Domínguez
- Jacqueline Andere
- Marga López
- Ofelia Guilmain
- Elsa Aguirre
- Jorge Martínez de Hoyos
- María Elena Marqués
- Ana Luisa Peluffo
- Sergio Bustamante - Rodrigo de Barral
- Ariadna Welter
- Alma Delia Fuentes
- Lilia Prado
- Alicia Montoya
- Guillermo Herrera
- Alida Valli
- Marilú Elizaga
- Héctor Gómez
- Aldo Monti
- Malena Doria
- Luis Bayardo
- Cesáreo Quezadas
- José Baviera

Entre otros.

## Escritores
Contó con Ernesto Alonso como productor y director general, quién eligió a los escritores de las historias de "Las momias de Guanajuato". Ellos fueron:
- Guadalupe Dueñas
- Inés Arredondo
- Miguel Sabido
- Hugo Argüelles
- Luis Moreno
- Vicente Leñero

## Producción
- "Las momias de Guanajuato" fue la primera telenovela mexicana en contar con una trama relacionada con el horror y lo paranormal.[1]

- Además, fue la primera telenovela en desenvolver los episodios como una serie y no con una trama correspondiente a una historia original.[1]

- La telenovela está grabada en color blanco y negro.[1]

- Estuvo bajo la producción de Telesistema Mexicano.[1]